# Archepsilonema cedidotum
Archepsilonema cedidotum är en rundmaskart som beskrevs av Steiner 1931. Archepsilonema cedidotum ingår i släktet Archepsilonema och familjen Epsilonematidae. Inga underarter finns listade i Catalogue of Life.